# Expressionisme

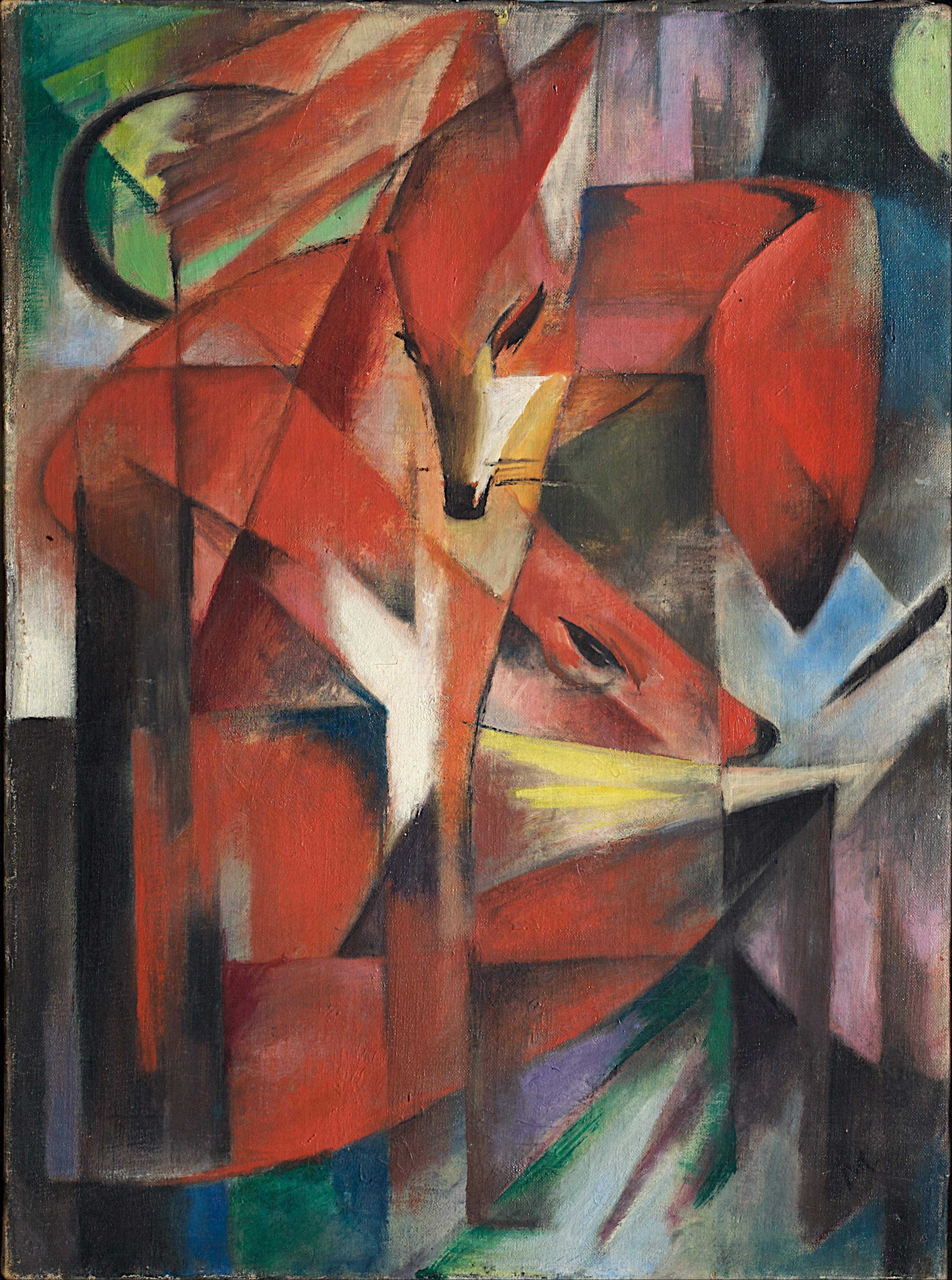
Die Füchse, schilderij van de Duitse expressionist Franz Marc, 1913

Het expressionisme (van Latijn: expressio, "het uitdrukken") is een modernistische stroming in de Europese kunst uit de vroege twintigste eeuw, omstreeks van 1905 tot 1940. In het expressionisme tracht de kunstenaar zijn gevoelens of ervaringen voor de waarnemer uit te drukken, door een zekere vervorming van de werkelijkheid. Expressionisme als stijl is vooral bekend in de dichtkunst en schilderkunst, maar komt ook voor in de muziek, literatuur, architectuur, toneel en in de film.
Het expressionisme stelde de persoonlijke, onderbewuste reactie van de kunstenaar op zijn omgeving centraal. Het zette zich hiermee af tegen het impressionisme, dat het weergeven van de zintuiglijk ervaren werkelijkheid vooropstelde. In het expressionisme vervaagt deze band met de werkelijkheid, soms valt die zelfs helemaal weg. Hierdoor krijgen eerder niet voorstelbare, nieuwe vormen hun kans. De twee voornaamste uitgangspunten zijn dan ook: 'er zijn geen wetten' en 'wetten mogen door niemand worden opgelegd.'
In de schilderkunst wordt de term 'expressionistisch' inmiddels bij uitbreiding gebruikt voor elk schilderij dat een expressionistische gemoedstoestand uitdrukt, ook als het niet uit de vroege twintigste eeuw stamt.

## Schilderkunst

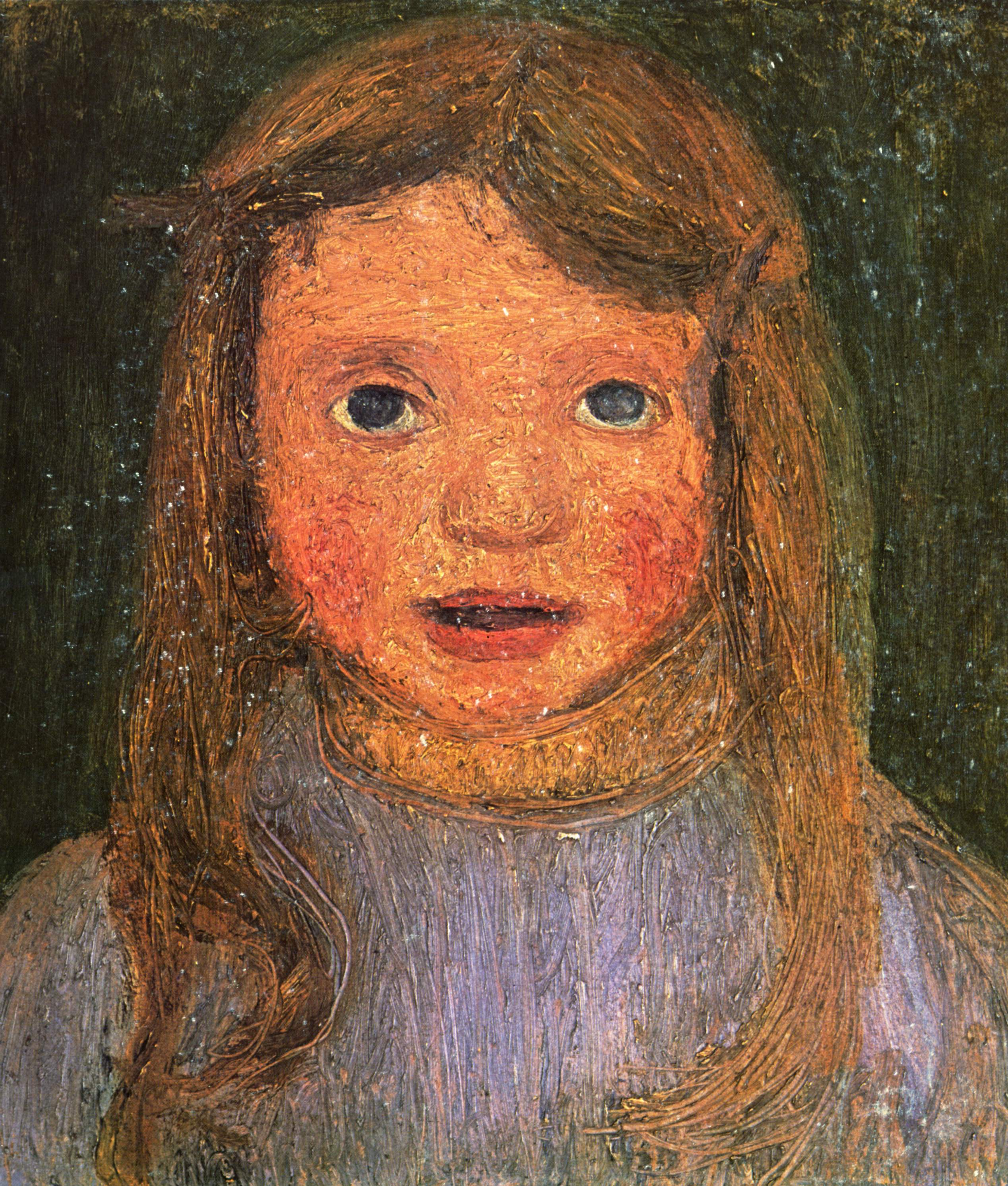
Paula Modersohn-Becker

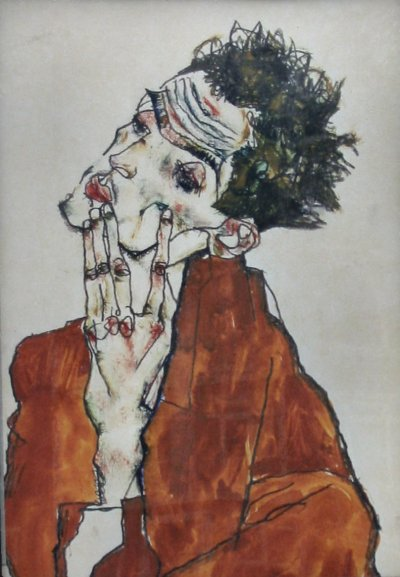
Egon Schiele, zelfportret

### Geschiedenis
Het expressionisme begon in Duitsland, met kunstenaarsbewegingen als Die Brücke, Der Blaue Reiter en het Bauhaus. In 1911 introduceerde de kunstcriticus Herwarth Walden de term "expressionisme" in zijn polemisch tijdschrift "Der Sturm". In diezelfde tijd ontstond in Frankrijk het fauvisme, een met het Duitse expressionisme vergelijkbare kunststroming in de schilderkunst.
Het expressionisme had zijn bloeitijd in het eerste kwart van de twintigste eeuw.
Vooral in de expressionistische schilderkunst wordt, bijvoorbeeld door kleurgebruik, afgeweken van de werkelijkheid. Afwijkende kleuren worden gebruikt om gevoelens te accentueren. Ook worden, om de expressiekracht te verhevigen, natuurlijke objecten vervormd en wordt soms het perspectief opzettelijk losgelaten. Ook andere academische (conventionele) vorm- en beeldtaal wordt bewust vermeden, bijvoorbeeld het toepassen van de gulden snede. Friedrich Nietzsche was feitelijk de geestelijke voorwerker van het expressionisme.
In zijn boek "Die Geburt der Tragödie" ontwikkelde Nietzsche de theorie van een absolute tweespalt in de esthetische beleving, waarbij hij een onderscheid maakte tussen een apollinisch en een dionysisch kenmerk, respectievelijk een wereld van de geest, orde en regelmaat en een wereld van roes en chaos. Het apollinische vertegenwoordigde voor Nietzsche het "rationeel geconcipieerde" ideaal, terwijl voor hem het dionysische stond voor de "eigenlijke artistieke conceptie", voortkomend uit het menselijke onderbewuste. Met deze parallel vanuit de Griekse godenwereld wilde Nietzsche de verhouding tussen deze twee uitersten aangeven: twee godenzonen, die tegelijkertijd onverenigbaar en onscheidbaar zijn. Volgens Nietzsche zijn beide elementen in meer of mindere mate in ieder kunstwerk vertegenwoordigd.
In Nederland vormde zich in 1918 een groep kunstenaars in Groningen, De Ploeg, die het expressionisme omarmde. De Ploeg staat voor vernieuwing, het "omploegen". De bekende schilder Jan Altink is de bedenker van de naam. Naast Jan Altink bestond de kunstkring uit onder anderen Jannes de Vries, Jan Jordens, Johan Dijkstra, Hendrik Werkman, Anton Buytendijk en Jan Wiegers. Jan Wiegers is diegene die in Davos Ernst Ludwig Kirchner ontmoette en met hem samenwerkte. Bij terugkomst in Nederland introduceerde hij de stijl van Kirchner bij zijn mede-Ploegleden. Het Groninger Museum en Stedelijk Museum hebben een uitgebreide collectie van De Ploeg.
In 1948 verenigde een aantal surrealisten, fauvisten en expressionisten zich in de Cobra-groep, aangezien zij verwante kunstopvattingen hadden. Deze op het expressionisme voortbordurende stroming is verantwoordelijk voor het opleven van de moderne kunst in vooral Nederland, maar ook België en Denemarken.
Cobra-Kunstenaars zijn onder anderen: Karel Appel, Corneille, Jan Nieuwenhuijs, Theo Wolvecamp, Christian Dotremont, Pierre Alechinski, Carl-Henning Pedersen, Asger Jorn, Constant Nieuwenhuijs, Anton Rooskens, Henry Heerup, Gerjan Heijkoop.
Een goed voorbeeld van hedendaags expressionisme zijn de Nieuwe Wilden, een Duitse naoorlogse kunststroming die de confrontatie aangaat met het traumatische oorlogsverleden van Duitsland.
Ook in eerdere en latere periodes zijn echter expressionistische werken geschilderd. Het expressionisme als uitdrukkingsstijl bestaat in het begin van de 21e eeuw nog steeds. Ook in de periode ver voor de bloeitijd zijn schilders te vinden die een expressionistische stijl gebruikten.

### Kenmerken
De basiskenmerken van het expressionisme zijn dionysisch, felle en onnatuurlijke kleuren, grillige beelden, vervormingen, grof geschilderd, plat vlak, geen perspectief. Er wordt meer geschilderd vanuit het gevoel (het kind) dan vanuit de ratio (verstand). De schilders van Die Brücke wilden om die reden absoluut geen opleiding aan een kunstacademie volgen. De kunstenaars van Der Blaue Reiter daarentegen hadden wel een kunstopleiding gevolgd, waardoor ze in theorie beter geschoold waren dan de Brücke-leden, maar schilderden niet volgens de regels die zij tijdens hun opleiding hadden geleerd.

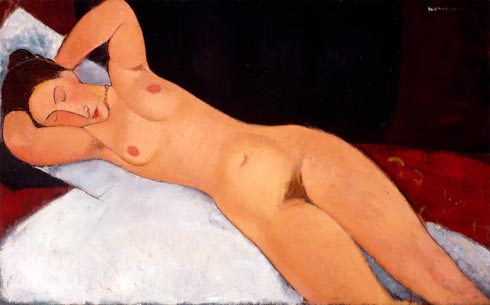
Schilderij van liggend naakt uit 1917, van Amedeo Modigliani

### Expressionistische kunstschilders
Vanaf die periode waren de belangrijkste expressionistische kunstschilders:
- Duitsland: August Macke, Franz Marc, Gabriele Munter, Heinrich Campendonk, Emil Nolde, Wilhelm Lehmbruck, Karl Schmidt-Rottluff, Ernst Ludwig Kirchner, Adolf Hölzel, Hermann Stenner, Erich Heckel, Otto Mueller, Max Beckmann, Fritz Bleyl, Walter Gramatté, Paula Modersohn-Becker, Maria Marc
- Frankrijk: Chaim Soutine
- Oostenrijk: Egon Schiele, Oskar Kokoschka
- Israël: Isaac Frenkel Frenel
- Italië: Amedeo Modigliani
- Rusland: Wassily Kandinsky, Alexej von Jawlensky, Marianne von Werefkin
- Georgië: Elene Achvlediani, Lado Goediasjvili, Sjalva Kikodze, Valerian Sidamon-Eristavi
- Nederland: Charles Eyck, Willem Hofhuizen, Hendrik Chabot, Jaap Min, Jan Sluyters, Rudi Bierman, Jan Wiegers, Herman Kruyder, Karel Appel, Theo van der Horst, Jan Altink en Hendrik Werkman.
- België: het bekende Vlaamse expressionisme wordt ons voornamelijk gebracht door de 2e kunstenaarsgroep van de Latemse Scholen, in de eerste helft van de 20e eeuw, met Constant Permeke, Gustaaf De Smet, Albert Servaes en Frits Van den Berghe. Ook James Ensor, Floris Jespers, Felix de Boeck, Albert Droesbeke en Frans Pincé worden tot de expressionisten gerekend.
- Noorwegen: Edvard Munch
- Engeland/Ierland: Francis Bacon
- Zwitserland: Paul Klee

### Schilderijen
Voorbeelden van schilderijen uit het eind van de 19e eeuw die expressionistisch aandoen zijn:
- De kleurrijke landschappen van Vincent van Gogh met bijvoorbeeld de vlammende cipressen en sterrennachten in geëmotioneerde verftoetsen.
- De schilderijen van Edvard Munch die op de Berlijnse expositie van 1892 een schandaal veroorzaakten. Het meest typische is De Schreeuw waarop de angstkreet van de omgeving het hele landschap vervormt en de man op de brug zijn handen over zijn oren houdt.

Ook in nog veel vroeger tijd komen expressionistische schilderijen voor, waarbij het weergeven van gevoelens de boventoon voert. Voorbeelden zijn:
- De expressieve gotiek van de "Gekruisigde Christus" van Matthias Grünewald (ca. 1512).
- De gepassioneerde bewogenheid van de gebaren bij El Greco (ca. 1590)
- De schamelheid van de afgebeelde personen in "Twee etende vrouwen" van Goya (1821-1823).

Onder het Duitse naziregime werd het expressionisme aangeklaagd als ontaarde kunst.

## Muziek
In de muziek is Arnold Schönberg een voorbeeld van een expressionistische componist. Zijn muziek is mathematisch opgebouwd vanuit het idee van de twaalftoonstechniek (dodecafonie). Dit houdt in dat alle twaalf tonen van de chromatische toonladder moeten zijn gepasseerd, voordat de tonen weer gebruikt mogen worden. Daarbij zijn echter uitzonderingen, in de vorm van patronen. Het eerste patroon is het omkeren van de eerste cadens (de retrograde of kreeftsgang), het tweede het om en om inverteren van de voorste en de achterste toon van de cadens (de inverse). De derde is de inverse retrograde of omgekeerde kreeftsgang.

### Het expressionisme in de Duitstalige literatuur
Belangrijke Duitse expressionistische dichters: Gottfried Benn, Ferdinand Bruckner, Theodor Däubler, Iwan Goll, Georg Heym, Else Lasker-Schüler, Alfred Lichtenstein, Oskar Loerke, Ernst Stadler, August Stramm, Georg Trakl, Jakob van Hoddis, Franz Werfel, Alfred Wolfenstein, Albert Ehrenstein.
In het begin van de 20e eeuw protesteerde de jonge Duitse generatie tegen de verstarde wilhelministische burgerij, tegen kapitalisme, imperialisme, nationalisme, industrialisering en mechanisering van het leven. Er ontstond een apocalyptisch levensgevoel, opgeroepen door de angst die men ondervond door enerzijds de moderne beschaving en anderzijds de rampzalige ervaring van W.O. I. Dit levensgevoel leidde tot radicaal nieuwe uitdrukkingsvormen en zelfs een nieuw mensbeeld. In schril contrast tot de esthetische stijlen van rond de eeuwwisseling trad nu op agressieve wijze dit op de mens afstormende ‘razende leven’ in de literatuur binnen. Op een provocant zakelijke manier werden dood, verval, waanzin, zelfdoding, verrotting, executies en het lijden van de gebroken en geheel overstuur zijnde mens beschreven. Tegelijkertijd rees uit deze visie het pathetische verlangen naar een revolutie van een vernieuwde, door individualiteit en menselijkheid gevormde bestaan als mens.
De bekende almanak van de kunstgroep Der Blaue Reiter werd het belangrijkste manifest van het expressionisme. Ook werden de expressionisten door zowel het symbolisme als door het Italiaanse futurisme beïnvloed. Tegenover het esthetische van het symbolisme en de haar navolgende stromingen stelde men het pathos van het verzet, de intensiteit van het gevoel, de impulsen van het onstuimige leven en de oproep tot een fundamentele vernieuwing. Typerend hiervoor zijn de titels van de belangrijkste expressionistische tijdschriften: het reeds aangehaalde 'Der Sturm' (1910-32), 'Die Aktion' (1911-32) en 'Die weißen Blätter'(1914-21).
Tot in W.O.I was vooral lyriek de belangrijkste uiting van het Duitse expressionisme. Er verschenen dichtbundels van Georg Heym, Georg Trakl, Else Lasker-Schüler, Gottfried Benn, Ernst Stadler, enz.
Het meeste invloed had evenwel de bloemlezing 'Menschheitsdämmerung' (Het schemeren van de mensheid), in 1920 uitgegeven door Kurt Pinthus. Het eerste gedicht van deze bloemlezing - 'Weltende' van Jakob van Hoddis - zette direct de toon en werd wereldberoemd.
In de tweede fase van het Duitse expressionisme (vanaf 1915) werd vooral het drama als uitdrukkingsvorm verkozen. Hierbij denken we vooral aan Oskar Kokoschka, Walter Hasenclever, Ernst Toller en de vroege Bertolt Brecht. Typisch voor dit drama is het oplossen in losjes verbonden beeldseries (denk aan het ‘Stationendrama’). Ook uitgebreide monologen, lyrisch-hymnische sequenties en getypeerde figuren zijn kenmerken van dit drama, net als gebaren, dans, pantomime, het tijdloze kostuum en het abstracte podiumbeeld.
Voor het expressionisme was W.O.I een ingrijpende gebeurtenis. Vele schrijvers, zoals Georg Trakl en Ernst Stadler kwamen om. In de plaats van een ambivalente houding kwam een eerder radicaal pacifistische houding bovendrijven. In de Russische Oktoberrevolutie van 1917 zagen enkele auteurs het utopische ideaal van de verbroedering van de nieuwe mens langzaamaan geconcretiseerd worden. Na 1921 verloor het Duitse expressionisme zijn betekenis. De redenen hiervoor zijn tweeërlei: naast het verlies van impulsen uit de jeugd, waren ook de politieke en sociale verwachtingen stukgeslagen. Deze ommekeer uitte zich literair in de Nieuwe Zakelijkheid.

### Het expressionisme in de Nederlandstalige literatuur
Wat voor de schilderkunst geldt, geldt ook voor de literatuur. In het gedicht 'Vlam' van Hendrik Marsman wordt niet zozeer een indruk van iets beschreven, maar een gevoel uitgedrukt met behulp van allerlei beelden. Bij de schilderkunst wordt gesproken over 'deformaties', dit is het gebruik van "verkeerde" kleuren en vormen. Het literaire equivalent daarvan is het aantasten van het klassieke vers. Dit is een gedicht met rijm, metrum, vaste strofebouw en nog veel meer regeltjes. De zogenoemde vrije verzen van het expressionisme hebben deze kenmerken niet of in veel mindere mate. Bovendien maakt de normale zinsbouw vaak plaats voor onvolledige en ongrammaticale zinnen, en verdwijnen hoofdletters en interpunctie. Ook vindt men woordcombinaties als 'groen duister', 'violette schemer' en 'blauw geluk' (citaten van Marsman). Dit alles dient om de emotie of gedachte zo direct mogelijk te uiten, zonder de belemmeringen van het traditionele taalgebruik.
Het expressionisme in de Nederlandse literatuur werd gekenmerkt door een zich afzetten van de Tachtigers en (vooral in Vlaanderen) een afzetten tegen het tijdschrift Van Nu en Straks. De expressionistische schrijvers hekelen immers de individualistische burgerlijke cultuur, die volgens hen in die stromingen naar voren werd geschoven.
Dé belangrijkste persoon voor het expressionisme in de Nederlandstalige literatuur is Paul van Ostaijen. Met zijn Music-Hall uit 1916 luidde hij een nieuwe tijd in binnen de Nederlandstalige literatuur. Hierin experimenteert hij met ritmische typografie en een dynamische schikking van de tekst en weerklinkt de oproep tot een universele verbondenheid van het mensdom.
Andere belangrijke Nederlandstalige auteurs die in de geest van het expressionisme hebben geschreven zijn: Marnix Gijsen, Wies Moens, Gaston Burssens, Karel van den Oever, I.K. Bonset en Victor Brunclair. Het belangrijkste literaire tijdschrift dat voor expressionistische literatuur stond, heette Ruimte (1920-1921).
Expressionistisch te noemen proza, met een scenische structuur, stilistische beknoptheid, syntactische concentratie en afwezigheid van psychologische explicaties, is vrij zeldzaam in de Nederlandstalige literatuur. Een Nederlands voorbeeld is de bundel Novellen (1920-22) uit 1924 van Roel Houwink. De zes short story's in de bundel De Bries (1929) van Albert Kuyle zijn eveneens te typeren als expressionistisch. Theo van Doesburg legde zich in het literaire tijdschrift Het Getij toe op expressionistisch proza,. Ook de eerste romans van F. Bordewijk - Blokken (1931), Knorrende beesten (1933), Bint (1934) en Rood paleis (1936) - zijn met het expressionisme in verband gebracht, onder anderen door de auteur zelf. Bordewijk meende dat "de maximale omvang die een expressionistische stijl gedoogt" met Rood paleis was bereikt. Het expressionistische karakter ontleent dit proza onder meer aan stijlprocedés als een elliptische, geconcentreerde uitdrukkingswijze met behulp waarvan een grotesk deformerend werkelijkheidsbeeld wordt opgeroepen, een vitalistisch-personifiërende beeldspraak en een afwijkende woordvolgorde in overwegend korte zinnen.

### Toneel
Ook in de toneelwereld werkte het expressionisme door, waarbij men met name opnieuw teruggreep op middeleeuwse stukken. Daarnaast stonden actuele politieke en maatschappelijke thema's centraal. De belangrijkste vertegenwoordiger van het expressionistische toneel is Herman Teirlinck die de mens probeert af te beelden als een enkeling met zijn gevoelens in een grote wereld. In De vertraagde film (1922) plegen 2 mensen zelfmoord. Ze zien heel hun leven voor hun ogen terug in flashbacks, maar ook komen er allegoriefiguren in voor (zoals De Pest,...). Het zou geen expressionistisch toneel zijn als er geen hevige muziek, belichting en geluid in voorkomt. Zo probeert Teirlinck de toeschouwer te betrekken bij het spel.

## Expressionistische filmkunst
Met name in Duitsland zijn rond de jaren 20 van de 20e eeuw expressionistische films gemaakt. Het bekendste voorbeeld is "Das Cabinet des Dr. Caligari" (1920) van Robert Wiene. In deze film is gebruikgemaakt van niet-realistische decorstukken. Vooral het lijnenspel en de schaduwen zorgden voor het expressionisme binnen de film. Het decor is beïnvloed door de expressionistische schilderkunst.

## Expressionistische architectuur

### Voorbeelden
- Sydney Opera House in Sydney

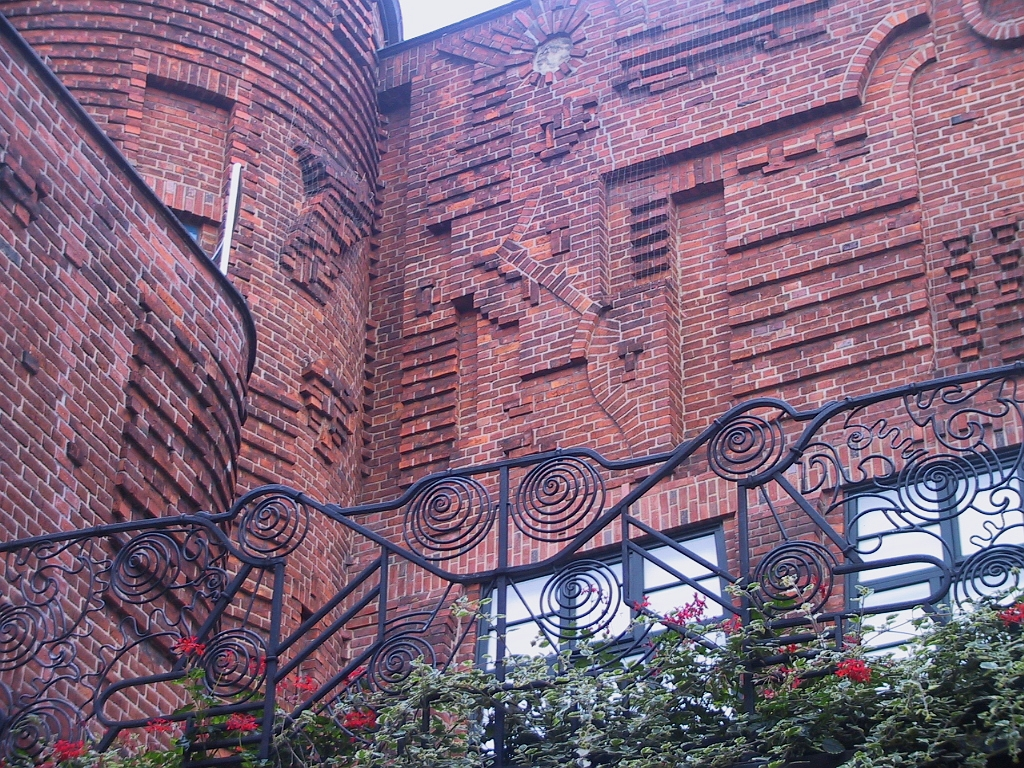
Bremen: Böttcherstrasse: expressionisme in bouwkunst

- Große Schauspielhaus met een 'druipsteenplafond' in de zaal in Berlijn (Hans Poelzig)
- Einsteintoren in Potsdam (Erich Mendelsohn).
- De Böttcherstraße in het centrum van Bremen. Hier is de metseltechniek in rode baksteen het uitdrukkingsmiddel. Het straatje kreeg in de periode 1922-1931 een als een geheel ontworpen nieuwe bebouwing.

Een aan het Expressionisme verwante stroming in Nederland is de Amsterdamse School.

### Architecten
Belangrijke architecten van het expressionisme zijn onder anderen:
- Günter Behnisch
- Peter Behrens
- Fritz Hoger
- Michel de Klerk
- Piet Kramer
- Erich Mendelsohn
- Giovanni Michelucci
- Hans Poelzig
- Eero Saarinen
- Bruno Taut
- Jørn Utzon

## Verwante stromingen
Aan het expressionisme verwante stromingen zijn:
- Fauvisme
- Primitivisme
- Postimpressionisme
- Romantiek
- Oriëntalisme
- Neoplasticisme
- Neo-expressionisme

Het abstract expressionisme behoort ook tot het expressionisme.